# Józef Władyka
Józef Teofil Marian Władyka (ur. 8 września 1901 w Szczawnem, zm. wiosną 1940 w Charkowie) – urzędnik skarbowy, porucznik rezerwy piechoty Wojska Polskiego, ofiara zbrodni katyńskiej.

## Życiorys
Urodził się 8 września 1901 w Szczawnem jako syn Andrzeja (nauczyciel) i Marii z domu Wilde. Po odzyskaniu przez Polskę niepodległości jako ochotnik walczył w wojnie polsko-ukraińskiej od grudnia 1918 do 10 stycznia 1919. 8 czerwca 1920 zdał egzamin dojrzałości w Państwowym Gimnazjum w Sanoku (w jego klasie byli Walerian Bętkowski, Bolesław Briks, Mieczysław Kwaśniewicz). Tuż po tym uczestniczył w wojnie polsko-bolszewickiej od 3 sierpnia do 7 listopada 1920. Uzyskał stopień kaprala i po wojnie 1920 został zwolniony do rezerwy. Od końca 1920 pracował w urzędzie skarbowym w Łodzi, później w urzędzie skarbowym w Pabianicach. Od 1923 do 1925 studiował prawo na Uniwersytecie Poznańskim, lecz studiów nie ukończył. W 1935 otrzymał mianowanie na stanowisko naczelnika urzędu skarbowego w Łasku, a 16 listopada 1938 został mianowany na naczelnika urzędu skarbowego w Sieradzu.
Odbył kurs w batalionie podchorążych rezerwy piechoty nr 2. Został mianowany do stopnia podporucznika w korpusie oficerów piechoty ze starszeństwem z dniem 1 września 1932 (lok. 436). Był przydzielony do 28 pułku strzelców kaniowskich, w którym odbył ćwiczenia wojskowe w 1935 w wymiarze pięciu tygodni. W 1937 ukończył kurs oficerów żywności w Składnicy Materiałów Intendentury nr 4. Następnie został mianowany do stopnia porucznika ze starszeństwem z dniem 19 marca 1939. 
Jako urzędnik pełniący stanowisko naczelnika urzędu skarbowego, wobec zagrożenia konfliktem nie został objęty mobilizacją w 1939. Po wybuchu II wojny światowej wyjechał 2 września z Łodzi i powrócił w rodzinne strony, gdzie ochotniczo zgłosił się do wojska. Podczas kampanii wrześniowej uczestniczył w obronie Lwowa. Po agresji ZSRR na Polskę z 17 września 1939 i wkroczeniu do Lwowa, w nieznanych okolicznościach wzięty do niewoli sowieckiej. Przebywał w obozie w Starobielsku (stamtąd otrzymała od niego list jego krewna Maria Władyka, ponadto wspominali o nim w korespondencji inni jeńcy obozu). W 1940 wraz z innymi jeńcami osadzonymi w Starobielsku został przewieziony do Charkowa i rozstrzelany przez funkcjonariuszy Obwodowego Zarządu NKWD w Charkowie oraz pracowników NKWD przybyłych z Moskwy na mocy decyzji Biura Politycznego KC WKP(b) z 5 marca 1940. Pogrzebano go potajemnie w bezimiennej mogile zbiorowej w Piatichatkach, gdzie od 17 czerwca 2000 mieści się oficjalnie Cmentarz Ofiar Totalitaryzmu w Charkowie. Figuruje na Liście Starobielskiej NKWD, pod poz. 464.
Jego żoną była Janina, z domu Płoszajska (ślub 26 lutego 1935), z którą miał syna Andrzeja (ur. 8 stycznia 1936). Żona wraz z synem zostali wysiedleni w 1939 przez Niemców.

## Upamiętnienie
Podczas „Jubileuszowego Zjazdu Koleżeńskiego b. Wychowanków Gimnazjum Męskiego w Sanoku w 70-lecie pierwszej Matury” 21 czerwca 1958 nazwisko Józefa Władyki zostało wymienione w apelu poległych w obronie Ojczyzny w latach 1939–1945 oraz na ustanowionej w budynku gimnazjum tablicy pamiątkowej poświęconej poległym i pomordowanym absolwentom gimnazjum.

W 1962 Józef Władyka został upamiętniony wśród innych osób wymienionych na tablicy Mauzoleum Ofiar II Wojny Światowej na Cmentarzu Centralnym w Sanoku.
5 października 2007 minister obrony narodowej Aleksander Szczygło mianował go pośmiertnie na stopień kapitana. Awans został ogłoszony 9 listopada 2007 w Warszawie, w trakcie uroczystości „Katyń Pamiętamy – Uczcijmy Pamięć Bohaterów”.
W ramach akcji „Katyń... pamiętamy” / „Katyń... Ocalić od zapomnienia”, Józef Władyka został uhonorowany poprzez zasadzenie Dębów Pamięci w Rzepedzi (2010) i w rodzinnym Szczawnem.